# Hilal Baladiat El Bordj
 (décembre 2017).
Si vous disposez d'ouvrages ou d'articles de référence ou si vous connaissez des sites web de qualité traitant du thème abordé ici, merci de compléter l'article en donnant les références utiles à sa vérifiabilité et en les liant à la section « Notes et références ».
Maillots
Le Hilal Baladiat El Bordj (en arabe : هلال بلدية البرج), plus couramment abrégé en HB El Bordj ou encore en HBEB, est un club algérien de football fondé en 1959 (puis relancé en 1968) et basé dans la ville de El Bordj dans la wilaya de Mascara.
| \| El Bordj \| Le club est basé à El Bordj , dans la Wilaya de Mascara (a l'ouest de l'Algérie). |
| El Bordj                                                                                         |

## Histoire
Créé en 1958-59 par des habitants de la commune d'El Bordj, le club a réintégré la compétition officielle à partir de 1968 sous le nom du Racing Club El Bordj et sous la direction de El Hadj Kabelia Ben Dahbia.
Le HBEB se hisse à plusieurs reprises en troisième division par le passé et dispute la deuxième division en 1998-1999 (Groupe Ouest).
Le club atteint les huitièmes de finale de la Coupe d'Algérie 1996-97 .
- le RC El-Bordj a participé au premier championnat de son histoire en division 6 (troisième division- LOFA-Oran ; groupe B; 4e place ; 44 points. 20 matches joués 11 gagnés, 2 nuls et 7 perdus [4].

## Bilan sportif

### Palmarès
| \| Titres - Championnat d'Algérie D3 (1) - Champion : 2003-04[5]. - Championnat d'Algérie D4 (2) : - Champion : 1993-94 et 2008-09. - Championnat d'Algérie D5 (2) : - Champion : 1968-69 et 1987-88. \| \| Meilleur Classement - Championnat d'Algérie D2 : - 9e : 1998-99[6]. - Coupe d'Algérie : - 8e de finaliste : 1996-97. \| |  | |
| Titres - Championnat d'Algérie D3 (1) - Champion : 2003-04. - Championnat d'Algérie D4 (2) : - Champion : 1993-94 et 2008-09. - Championnat d'Algérie D5 (2) : - Champion : 1968-69 et 1987-88. |  | Meilleur Classement - Championnat d'Algérie D2 : - 9e : 1998-99. - Coupe d'Algérie : - 8e de finaliste : 1996-97. |

### Bilan par compétition
| Compétition     | Saisons | Titres | J   | G   | N   | P   | Bp  | Bc  | Diff. |
| --------------- | ------- | ------ | --- | --- | --- | --- | --- | --- | ----- |
| Ligue 2         | 1       | -      | 26  | 7   | 7   | 12  | 22  | 34  | -12   |
| Division 3      | 13      | 1      | ... | ... | ... | ... | ... | ... | ...   |
| Division 4      | 29      | 2      | ... | ... | ... | ... | ... | ... | ...   |
| Division 5      | 02      | ...    | ... | ... | ... | ... | ... | ... | ...   |
| Division 6      | ...     | ...    | ... | ... | ... | ... | ... | ... | ...   |
| Coupe d'Algérie | -       | -      |     |     |     |     |     |     |       |
| Total           | ...     | ...    | ... | ... | ... | ... | ... | ... | ...   |

## Personnalités du club

### Anciens présidents
- Benkabelia Bendahbia
- Benkabelia Habib
- Ouedhan Khaled
- Benkabelia Bouchakour
- Djaber Benzerram
- Fatmi Abdelkader
- Benarbia Abderahim
- Farès Laâradj
- Benaoumeur Bougualli ( GB)

### Anciens entraineurs
- Bott Abdelaziz